# Karel Hrdlička
Karel Hrdlička (1. března 1888 Poděbrady – 7. prosince 1979 Praha) byl významnou osobností československého automobilového průmyslu v období před II. světovou válkou. Dokázal z průměrné továrny vybudovat moderní, progresivní a velmi úspěšnou automobilku ASAP, pozdější Škoda Auto v Mladé Boleslavi.

## Škola
Karel Hrdlička pocházel z poměrně chudých poměrů poté, co v jeho prvním roce věku jeho matka ovdověla. Protože však byl velmi pilným a nadaným studentem, mohl již v době školní docházky dávat „kondice“ jiným žákům a získal chudinské stipendium, díky kterému vystudoval sedmileté Reálné gymnasium v Mladé Boleslavi. Studium dokončil maturitou z němčiny, francouzštiny, matematiky a deskriptivní geometrie, prospěl s vyznamenáním.
Následně začal studovat Fakultu strojní a elektrotechnickou C.a K. české vysoké školy technické v Praze, kde opět získal chudinské stipendium z Nadání Josefa, Marie a Zdenky Hlávkových. Podmínkou bylo mj. perfektní zvládnutí dalšího cizího jazyka (proto se Hrdlička věnoval studiu angličtiny) a absolvování šermu (ve kterém byl Hrdlička tak bravurní, že ho italský mistr šermu Orazio Santelli angažoval jako cvičitele). Ve studiích ho finančně podporovala i sestra Marie, vedle toho Hrdlička pracoval např. v dílnách a své první peníze za odbornou činnost si vydělal roku 1908 ve Strossově strojírně v Bělé pod Bezdězem a byl i asistentem výborného českého elektrotechnika prof. Karla Domalípa. Studium dokončil roku 1911.
Během následujícího roku byl asistentem na katedře textilních strojů, pracoval u firmy Bartoně v Náchodě i u Dobson&Barlow v britském Boltonu, absolvoval vojenskou službu u námořnictva na Istrii a na krátký čas zakotvil v barvírně Rotkosteletzer Erlacher v Červeném Kostelci.

## Konstruktér
K 1. lednu 1913 nastoupil Hrdlička jako konstruktér do vagonky Ringhofferových závodů na Smíchově, kde mu byl vyměřen roční plat 1800 K. Pracoval mj. na salonním vagonu pro císařský dvůr a řešil tajnou zasouvací stěnu mezi kupé pro panovníka Františka Josefa I. a jeho milenku Kateřinu Schrattovou. Postupně se vypracoval na úředníka správy provozu vagónky (1918) a zástupce správce provozu (1919 – 1920), kdy řídil 3200 podřízených dělníků. Souběžně s tím zastupoval profesora při přednáškách mechanické technologie vláknin na ČVUT.

## Vysoký úředník
Od 1. ledna 1921 se Hrdlička stal tajemníkem generálního tajemníka Svazu zaměstnavatelů při Sdružení kovodělného průmyslu československého a byl mu vyměřen více než solidní roční plat 60 000 Kč. Díky bezchybné práci a odbornému rozhledu se od 1. 1. 1923 sám stal generálním tajemníkem Sdružení s ročním platem 90.000 Kč. V této funkci se dostal do společnosti nejvyšších politických, průmyslových a bankovních představitelů Republiky československé. Seznámil se i s průmyslníkem JUDr. Karlem Loevensteinem, který se v té době stal generálním ředitelem plzeňské Škody a Hrdlička se mu zamlouval jako spolupracovník. 26. 11. 1923 spolu sepsali oficiální služební smlouvu a jmenovací dekret na ředitelský post.
Od 1. března 1924 tedy Hrdlička odešel do koncernu Akciová společnost, dříve Škodovy závody v Plzni jako viceředitel a šéf zaměstnaneckého oddělení s ročním platem 120 000 Kč. Po vypršení původní služební smlouvy (uzavřené s platností do 31. 12. 1926) Hrdlička povýšil do funkce ředitele. V té době generální ředitel Loevenstein řešil, jak naložit s automobilkou v Mladé Boleslavi, kterou koncern krátce předtím zakoupil a která se zmítala v organizačních, koncepčních a finančních problémech. Protože se mu Hrdlička osvědčil jako výborný vedoucí pracovník, nadto s odbornými znalostmi z oblasti mechaniky, elektrotechniky, lakování atd., přesvědčil ho, aby šel do automobilky.
Od 1. ledna 1929 tak přešel Ing. Karel Hrdlička do Mladé Boleslavi do tehdy nesamostatné automobilky ve funkci náměstka závodního ředitele. Dostal za úkol zmodernizovat továrnu, zvýšit počty prodaných vozů, dotáhnout Škodu na první příčku v prodeji aut v RČS, zvýšit export i zvýšit rentabilitu výroby.

## Ředitel automobilky
Od 1. ledna 1930 vznikla samostatná Akciová společnost pro automobilový průmysl se sídlem v Praze a o vlastním jmění 20 milionů Kč, čímž se automobilka organizačně a správně osamostatnila vůči plzeňskému koncernu. Ing. Hrdlička byl jmenován závodním ředitelem v Mladé Boleslavi a díky úvěru 220 milionů Kč (s úrokem 8 %) mohl začít s výraznou reorganizací automobilky. Dosud roztříštěnou malosériovou produkci začala nahrazovat velkosériová pásová výroba, v areálu automobilky (o ploše 215.700 m²) vznikl mj. nový čtyřpatrový objekt karosárny a sedlárny nebo nová uhelná elektrárna o elektrickém výkonu 3,7 MW. V automobilce v té době pracovalo 3750 dělníků a 500 úředníků, mohlo se začít s výrobou nových typů, na kterých se podílela italská firma Pellegati. Bohužel šlo o zpackaný kontrakt plzeňské konstrukce, neboť Pellegati dodala výkresy bez tolerancí, bez určení materiálů atd. – šlo totiž jen o obkreslené díly z Fiatu.
Po tomto nezaviněném fiasku si Hrdlička uvědomil dvě věci: jednak nemá cenu zvyšovat náklady mnohdy zbytečnou snahou o konkurenci, jednak výrazné úspory začínají v konstrukci výrobku, a proto jsou nutné zcela nové typové řady, kde bude požadavek na jednoduchost a láci již v zadání.
První ideu měla při vleklé hospodářské krizi realizovat fúze největších československých automobilek Praga, Tatra a Škoda. Tu začal Hrdlička spolu s protějšky z koncernů ČKD (Praga) a Ringhoffer (Tatra) připravovat v roce 1931. Ukázalo se však, že jde o velký manažerský omyl: Tatra z projektu vycouvala velmi brzy, protože by musela výhledově opustit svou koncepci vzduchem chlazených motorů a páteřových rámů. Nová a.s. Motor byla ustavena k 1. 1. 1932, ale pro nepřekonatelné finanční problémy (např. Praga vykazovala dvojnásobné prodeje oproti Škodě, ale zisk se měl dělit 9:8) tiše zanikla koncem února téhož roku. Společná konstrukce nového osobního vozu byla zastavena, ale pro budoucnost se zachovala společná technická normalizace a dobré vzájemné vztahy mnohých konstruktérů – což se velmi hodilo později, po válce.
Pro trvající krizi bylo nutné představit vlastní lehký, úsporný a hlavně levný automobil. Hrdlička měl zalíbení v motoru vzadu a pohonu zadních kol, inicioval tedy vznik prototypu Škoda 932, ležérně zvaného Kadlomobil. Jeho řešení se tehdy neprosadilo (o pár let později však téměř totožný Volkswagen Brouk dobyl celý svět), naopak tehdejší šéfkonstruktér osobních vozů ing. Vladimír Matouš přišel s nápadem opustit původní žebřinový rám a při zachování klasické koncepce pohonu posadit výrazně odlehčenou karosérii na centrální páteřový nosník ing. Josefa Zubatého (obdobně jako o deset let dříve dokázal Hans Ledwinka u konkurenčního automobilu Tatra 11). Takové vozy měly oproti původním modelům lepší jízdní vlastnosti i nižší spotřebu a zejména byly mnohem levnější ve výrobě i při prodeji. Pod Matoušovým vedením tak vznikla malá Škoda 420, jež vážila pouhých 650 kg (o 350 kg méně než předchůdce Škoda 422).
Počet zaměstnanců ASAP klesl v roce 1933 na pouhých 1550 (třetinový stav oproti roku 1930) a vyrobilo se 1607 vozidel, prodalo se 1233 osobních automobilů a ASAP tak byla na třetím místě v tuzemských prodejích. Nová Škoda 420 však v roce 1933 znamenala pro automobilku obrovskou vzpruhu – její koncepce se osvědčila a veřejnost i automobilka ji brzy zaslouženě přejmenovaly na Popular. Následovala stejně řešená limuzína Škoda Superb (1934), mezeru mezi nimi vyplnily typy Škoda Rapid (1935) a Škoda Favorit (1936) – díky těmto čtyřem modelům už v roce 1936 obsadila Škoda v prodejích první místo se 4990 vozy (39 % trhu) a exportovala dalších 2180 vozů (30 % produkce). Investice se tak automobilce začaly vracet, a to i přesto, že cena nového vozu byla v roce 1936 zhruba poloviční oproti srovnatelnému typu v roce 1930 – nejlevnější dvoumístný Popular roadster stál 17 500 Kč, čtyřmístný Popular kabriolet 18 800 Kč.
Hrdlička navíc pomohl v roce 1936 přestěhovat konstrukci osobních i nákladních automobilů z Plzně zpět do Mladé Boleslavi. O Ing. Matoušovi byla již řeč, jemu na roveň nutno postavit šéfkonstruktéra nových nákladních vozů Ing. Oldřicha Medunu. Jeho tým zkonstruoval například výrobně i provozně levnější nákladní vůz Škoda 706 a později i trolejbusy Škoda 1Tr a Škoda 2Tr.
Pod Hrdličkovým vedením tak vznikla progresivní a moderní automobilka, která v Mladé Boleslavi konstruovala, vyvíjela a vyráběla osobní automobily, nákladní automobily, autobusy a trolejbusy.

## Válečné období
V roce 1938 byl Ing. Karel Hrdlička potvrzen ve funkci vrchního ředitele ASAP s platem 240.000 Kč ročně. Po okupaci byl celý koncern Škodových závodů včetně ASAP začleněn do německé skupiny Hermann Göring Werke, pojmenované po říšském veliteli gestapa Hermannu Göringovi, a Hrdličkova ředitelská rozhodnutí začala podléhat schválení Albertem Göringem, což byl Hermannův nevlastní bratr a podle vzpomínek Hrdličky i jiných to nebyl žádný fanatický nacista. Nařízenou germanizaci továrny tak mohl Hrdlička nechat plynout spíše zvolna, tím se ale na sebe nepřímo upozornil – a protože byl před válkou v (nyní zakázaném) Sokole a navíc členem zednářské lóže, mohl být označen za osobu takřka nepřátelskou pro Říši. V červenci 1941 u něj doma provedlo gestapo domovní prohlídku, při které mu příslušníci mj. zabavili rádio, a jen taktak Hrdlička unikl zatčení a pravděpodobné popravě: při gestapáckém převracení bytu naruby totiž vypadla z nějaké složky fotografie, momentka z berlínského autosalonu v únoru 1939, kde byl zachycen Hrdlička v rozhovoru s Adolfem Hitlerem nad šasi Škody Popular (nešlo o Hrdličkův záměr – Vůdce tehdy obcházel všechny stánky a u Škodovky si prohlížel, co vlastně při okupaci za pár týdnů získá). To, že Hrdlička se osobně setkal s Hitlerem, gestapáky zarazilo, s prohlídkou krátce nato skončili a Hrdličku nechali na svobodě.
Bylo však jasné, že Hrdličkova pozice je déle neudržitelná. 15. října 1941 ho generální ředitel Škody Plzeň a předseda správní rady ASAP JUDr. Adolf Vamberský vyzval, aby své místo vrchního ředitele automobilky opustil a agendu přenechal obchodnímu řediteli majoru Blecker-Kohlsatovi. Jako oficiální důvod byla uvedena pomalá germanizace továrny. O den později Hrdlička vyklidil osobní věci ze své pracovny. Za nějaký čas ho ve funkci nahradil jeho bývalý náměstek Ing. Alois Hrdlička, který příkazy okupační moci plnil lépe a údajně i vstřícně. S Karlem Hrdličkou jej pojí jen stejné příjmení, příbuzenské vztahy zde nejsou.
Po válce byl Karlu Hrdličkovi nabídnut návrat do ředitelské funkce pod podmínkou, že vstoupí do KSČ – to odmítl a zůstal důchodcem (naopak Alois Hrdlička do KSČ vstoupil a dokázal tak ve funkci ředitele AZNP udržet ještě několik let po válce).

## Důchodce
Protože si Hrdlička již od roku 1929 připlácel na podnikový penzijní fond, pobíral kromě státního důchodu i podnikovou výsluhu 4000 Kčs měsíčně. V roce 1948 mu byla snížena na 400 Kčs a později úplně zrušena, po měnové reformě mu byl vyměřen měsíční důchod 600 Kčs.
Přivydělával si technickými překlady a drobnými konstrukčními pracemi pro různé strojírenské podniky. V roce 1960 to rekapituloval takto: "Přeložil jsem z angličtiny, francouzštiny a němčiny do češtiny jen pro AZNP asi 4000 stran textu, který jsem doprovázel více než 500 tabulkami rozměru A4, a asi 2000 stran pro různé zájemce, z nichž nejserióznějším byl Ústav pro výzkum motorových vozidel."

## Rodina
Hrdlička odmítal mít rodinu, dokud pro ni nebude moci zajistit důstojnou existenci. Oženil se proto až v listopadu 1932, kdy již měl „jistotu“, že i v případě jeho smrti budou manželka i děti zabezpečeni. V srpnu 1933 se jim narodil syn Jiří, v září 1934 syn Petr.
Mladší syn Karla Hrdličky šel ve stopách otce a stal se z něj uznávaný odborník na převody a později šéfkonstruktér Škody Favorit.
Vnukem Karla Hrdličky je Martin Hrdlička, t.č. (2025) vedoucí vývoje podvozku a agregátu automobilky Škoda Auto Mladá Boleslav